# Kina i olympiska sommarspelen 1996
Kina deltog i de olympiska sommarspelen 1996 med en trupp bestående av 294 deltagare. Landets deltagare tog 16 guld, 22 silver och 12 brons.

## Basket
Damer
Gruppspel
| Lag       | Vinster | Förluster | Poäng |
| --------- | ------- | --------- | ----- |
| Brasilien | 5       | 0         | 10    |
| Ryssland  | 4       | 1         | 9     |
| Italien   | 3       | 2         | 8     |
| Japan     | 2       | 3         | 7     |
| Kina      | 1       | 4         | 6     |
| Kanada    | 0       | 5         | 5     |

|           | Brasilien | Ryssland | Italien | Japan  | Kina  | Kanada |
| --------- | --------- | -------- | ------- | ------ | ----- | ------ |
| Brasilien | -         | 82-68    | 75-73   | 100-80 | 83-98 | 69-56  |
| Ryssland  | 68-82     | -        | 75-70   | 73-63  | 94-78 | 68-49  |
| Italien   | 73-75     | 70-75    | -       | 66-52  | 62-53 | 59-54  |
| Japan     | 80-100    | 63-73    | 52-66   | -      | 75-72 | 95-85  |
| Kina      | 83-98     | 78-94    | 53-62   | 72-75  | -     | 61-49  |
| Kanada    | 56-69     | 49-68    | 54-59   | 85-95  | 49-61 | -      |

Herrar
Gruppspel
| Lag       | Vinster | Förluster | Poäng |
| --------- | ------- | --------- | ----- |
| USA       | 5       | 0         | 10    |
| Litauen   | 3       | 2         | 8     |
| Kroatien  | 3       | 2         | 8     |
| Kina      | 2       | 3         | 7     |
| Argentina | 2       | 3         | 7     |
| Angola    | 0       | 5         | 5     |

|           | Angola | Argentina | Kina   | Kroatien | Litauen | USA    |
| --------- | ------ | --------- | ------ | -------- | ------- | ------ |
| Angola    |        | 62-66     | 67-70  | 48-71    | 49-85   | 54-87  |
| Argentina | 66-62  |           | 77-87  | 75-90    | 65-61   | 68-96  |
| Kina      | 70-67  | 87-77     |        | 78-109   | 55-116  | 70-133 |
| Kroatien  | 71-48  | 90-75     | 109-78 |          | 81-83   | 71-102 |
| Litauen   | 85-49  | 61-65     | 116-55 | 83-81    |         | 82-104 |
| USA       | 87-54  | 96-68     | 133-70 | 102-71   | 104-82  |        |

Slutspel
|  | Kvartsfinaler | Kvartsfinaler |             |       | Semifinaler   | Semifinaler  |              |            | Final      | Final |
|  | 0             | 0             | 0           | 0     | 0             | 0            | 0            | 0          | 0          | 0     |
|  |               |               | 0           | 0     |               |              | 0            | 0          |            |       |
|  |               |               | 0           | 0     |               |              | 0            | 0          |            |       |
|  | 0 Jugoslavien | 0128          | 0           | 0     |               |              | 0            | 0          |            |       |
|  | 0 Jugoslavien | 0128          | 0           | 0     |               |              | 0            | 0          |            |       |
|  | 0 Kina        | 061           | 0           | 0     |               |              | 0            | 0          |            |       |
|  | 0 Kina        | 061           | 0           | 0     | 0 Jugoslavien | 066          | 0            | 0          |            |       |
|  |               |               | 0           | 0     | 0 Jugoslavien | 066          | 0            | 0          |            |       |
|  | 0             | 0 Litauen     | 0           | 058   | 0             |              |              | 0          |            |       |
|  | 0             | 0 Litauen     | 0           | 058   | 0             | 0 Litauen    | 099          | 0          |            |       |
|  | 0             |               |             |       |               | 0 Litauen    | 099          | 0          |            |       |
|  | 0             | 0 Grekland    | 066         | 0     |               |              |              | 0          |            |       |
|  | 0             | 0 Grekland    | 066         | 0     | 0 Jugoslavien | 069          |              | 0          |            |       |
|  | 0             |               |             | 0     | 0 Jugoslavien | 069          |              | 0          |            |       |
|  | 0             | 0             | 0 USA       | 0     | 095           |              |              |            |            |       |
|  | 0             | 0             | 0 USA       | 0     | 095           | 0 Australien | 073          |            |            |       |
|  | 0             | 0             |             |       |               |              | 073          |            |            |       |
|  | 0             | 0             | 0 Kroatien  | 071   | 0             |              |              |            |            |       |
|  | 0             | 0             | 0 Kroatien  | 071   | 0             | 0 Australien | 073          | Bronsmatch | Bronsmatch |       |
|  | 0             | 0             |             |       | 0             | 0 Australien | 073          | Bronsmatch | Bronsmatch |       |
|  | 0             | 0             | 0 USA       | 01001 | 0             | 0            |              |            |            |       |
|  | 0             | 0             | 0 USA       | 01001 | 0             | 0            | 0 USA        | 098        | 0 Litauen  | 080   |
|  | 0             | 0             |             |       | 0             | 0            | 0 USA        | 098        | 0 Litauen  | 080   |
|  | 0             | 0             | 0 Brasilien | 075   | 0             | 0            | 0 Australien | 074        |            |       |
|  | 0             | 0             | 0 Brasilien | 075   | 0             | 0            | 0 Australien | 074        |            |       |
|  |               |               |             |       |               |              |              |            |            |       |
|  |               |               |             |       |               |              |              |            |            |       |

## Boxning
Lätt flugvikt
- Yang Xiangzhong
  - Första omgången — Besegrade Alberto Rossel (Peru), 16-7
  - Andra omgången — Förlorade mot Hamid Berhili (Marocko), 9-14

Mellanvikt
- Chen Tao
  - Första omgången — Förlorade mot Hirokuni Moto (Japan), 10-15

Tungvikt
- Jiang Tao
  - Första omgången — Bye
  - Andra omgången — Besegrade Charles Kizza (Uganda), 10-7
  - Kvartsfinal — Förlorade mot Nate Jones (USA), 4-21

## Bågskytte
Damernas individuella
- He Ying → Final, Silver (5-1)
- Wang Xiaozhu → Kvartsfinal, 7:e plats (3-1)
- Yang Jianping → Sextondelsfinal, 29:e plats (1-1)

Herrarnas individuella
- Tang Hua → Sextondelsfinal, 23:e plats (1-1)
- Luo Hengyu → 32-delsfinal, 36:e plats (0-1)
- Shen Jun → 32-delsfinal, 40:e plats (0-1)

Damernas lagtävling
- He, Wang och Yang → Kvartsfinal, 6:e plats (1-1)

Herrarnas lagtävling
- Tang, Luo och Shen → Åttondelsfinal, 12:e plats (0-1)

## Cykling
Damernas linjelopp
- Guo Xinghong
  - Final — 02:49:47 (→ 41:e plats)

- Zhao Haijuan
  - Final — fullföljde inte (→ ingen placering)

Damernas terränglopp
- Gao Hongying
  - Final — 2:09.08 (→ 25:e plats)

## Fotboll
Damer
Coach:  Ma Yuanan
| Nr | Pos. | Spelare        | Född             | Ålder | Caps | Klubb                   | Spelade matcher | Mål | Spelade minuter | Sub off | Sub on | Kort: gult/rött |
| -- | ---- | -------------- | ---------------- | ----- | ---- | ----------------------- | --------------- | --- | --------------- | ------- | ------ | --------------- |
| 1  | GK   | Zhong Honglian | 27 oktober 1967  | 28    | ?    | ?                       | 0               | 0   | 0               | 0       | 0      | 0               |
| 2  | DF   | Wang Liping    | 12 november 1973 | 22    | ?    | ?                       | 5               | 0   | 421             | 2       | 0      | 0               |
| 3  | DF   | Fan Yunjie     | 29 april 1972    | 24    | ?    | ?                       | 5               | 1   | 450             | 0       | 0      | 0               |
| 4  | DF   | Yu Hongqi      | 2 februari 1973  | 23    | ?    | ?                       | 4               | 0   | 59              | 4       | 0      | 1               |
| 5  | DF   | Xie Huilin     | 17 januari 1975  | 21    | ?    | ?                       | 5               | 0   | 450             | 0       | 0      | 1               |
| 6  | MF   | Zhao Lihong    | 25 december 1972 | 23    | ?    | ?                       | 5               | 1   | 450             | 0       | 0      | 1               |
| 7  | FW   | Wei Haiying    | 1 maj 1971       | 25    | ?    | ?                       | 4               | 2   | 88              | 4       | 0      | 0               |
| 8  | MF   | Shui Qingxia   | 18 december 1966 | 29    | ?    | ?                       | 5               | 0   | 363             | 3       | 0      | 0               |
| 9  | MF   | Sun Wen        | 6 april 1973     | 23    | ?    | ?                       | 5               | 1   | 403             | 1       | 0      | 0               |
| 10 | MF   | Liu Ailing     | 2 maj 1967       | 29    | ?    | ?                       | 5               | 1   | 445             | 1       | 0      | 1               |
| 11 | FW   | Sun Qingmei    | 19 juni 1966     | 30    | ?    | ?                       | 5               | 3   | 421             | 1       | 0      | 0               |
| 12 | DF   | Wen Lirong     | 2 oktober 1969   | 26    | ?    | Prima Ham FC Ku-No-Ichi | 4               | 0   | 331             | 0       | 0      | 1               |
| 13 | MF   | Liu Ying       | 11 juni 1974     | 22    | ?    | ?                       | 3               | 0   | 144             | 0       | 2      | 0               |
| 14 | MF   | Chen Yufeng    | 17 januari 1970  | 26    | ?    | ?                       | 2               | 0   | 92              | 0       | 2      | 0               |
| 15 | FW   | Shi Guihong    | 13 februari 1968 | 22    | ?    | ?                       | 5               | 2   | 362             | 3       | 0      | 0               |
| 16 | GK   | Gao Hong       | 27 november 1967 | 28    | ?    | ?                       | 5               | 0   | 450             | 0       | 0      | 1               |
| 18 | ?    | Zhang Yan      | 6 augusti 1972   | 23    | ?    | ?                       | 0               | 0   | 0               | 0       | 0      | 0               |
| 20 | ?    | Niu Lijie      | 12 april 1969    | 27    | ?    | ?                       | 0               | 0   | 0               | 0       | 0      | 0               |

Gruppspel
| Rank | Lag     | Spelade | Vinster | Oavgjorda | Förluster | Gjorda mål | Insläppta mål | Poäng |  | Kina | USA | Sverige | Danmark |
| ---- | ------- | ------- | ------- | --------- | --------- | ---------- | ------------- | ----- |  | ---- | --- | ------- | ------- |
| 1.   | Kina    | 3       | 2       | 1         | 0         | 7          | 1             | 7     |  | X    | 0:0 | 2:0     | 5:1     |
| 2.   | USA     | 3       | 2       | 1         | 0         | 5          | 1             | 7     |  | 0:0  | X   | 2:1     | 3:0     |
| 3.   | Sverige | 3       | 1       | 0         | 2         | 4          | 5             | 3     |  | 0:2  | 1:2 | X       | 3:1     |
| 4.   | Danmark | 3       | 0       | 0         | 3         | 2          | 11            | 0     |  | 1:5  | 0:3 | 1:3     | X       |

Slutspel
|  | Semifinaler           | Semifinaler           |   |                         | Final                   | Final |  |
|  |                       |                       |   |                         |                         |       |  |
|  | 28 juli 1996 - Athens |                       |   |                         |                         |       |  |
|  | Kina                  | 3                     |   |                         |                         |       |  |
|  | Brasilien             | 2                     |   |                         |                         |       |  |
|  |                       |                       |   |                         |                         |       |  |
|  |                       |                       |   |                         | 1 augusti 1996 - Athens |       |  |
|  |                       |                       |   |                         | Kina                    | 1     |  |
|  |                       | USA                   | 2 |                         |                         |       |  |
|  |                       |                       |   |                         |                         |       |  |
|  |                       |                       |   |                         |                         |       |  |
|  |                       |                       |   |                         | Bronsmatch              |       |  |
|  | 28 juli 1996 - Athens | 28 juli 1996 - Athens |   | 1 augusti 1996 - Athens | 1 augusti 1996 - Athens |       |  |
|  | Norge                 | 1                     |   | Brasilien               | 0                       |       |  |
|  | USA (förlängning)     | 2                     |   |                         | Norge                   | 2     |  |

## Friidrott
Herrarnas 100 meter
- Chen Wenzhong

Herrarnas 200 meter
- Chen Wenzhong

Herrarnas 110 meter häck
- Li Tong
- Chen Yanhao

Herrarnas 20 kilometer gång
- Yu Guohui
- Li Zewen
- Li Mingcai

Herrarnas 50 kilometer gång
- Zhang Huiqiang
  - Final — 3:53:10 (→ 14:e plats)

- Mao Xinyuan
  - Final — DSQ (→ ingen placering)

- Zhao Yongsheng
  - Final — DSQ (→ ingen placering)

Herrarnas längdhopp
- Huang Geng
  - Kval — 8,12 m
  - Final — 7,99 m (→ 9:e plats)

- Chen Jing
  - Kval — 7,70 m (→ gick inte vidare, 29:e plats)

Herrarnas tresteg
- Zou Sixin
  - Kval — 16,53 m (→ gick inte vidare, 21:e plats)

Herrarnas diskuskastning
- Li Shaojie
  - Kval — 60,20 m (→ gick inte vidare)

Herrarnas spjutkastning
- Zhang Lianbiao
  - Kval — 79,88 m
  - Final — 80,96 m (→ 11:e plats)

Damernas 400 meter
- Du Xiujie
  - Heat — 53,95 (→ gick inte vidare)

Damernas 10 000 meter
- Wang Junxia
  - Kval — 32:36.53
  - Final — 31:02,58 (→  Silver)

- Wang Mingxia
  - Kval — 32:10,26
  - Final — 32:38,98 (→ 15:e plats)

- Yang Siju
  - Kval — 32:22,77
  - Final — 33:15,29 (→ 19:e plats)

Damernas spjutkastning
- Li Lei
  - Kval — 61,48 m
  - Final — 60,74 m (→ 8:e plats)

Damernas diskuskastning
- Xiao Yanling
  - Kval — 65,10m
  - Final — 64,72m (→ 5:e plats)

Damernas kulstötning
- Sui Xinmei
  - Kval — 19,36m
  - Final — 19.88m (→  Silver)

- Li Meisu
  - Kval — 18,39m (→ gick inte vidare)

- Huang Zhihong
  - Kval — startade inte (→ gick inte vidare)

Damernas tresteg
- Ren Ruiping
  - Kval — 14,56m
  - Final — 14,30m (→ 7:e plats)

- Wang Xiangrong — 13,32m (→ gick inte vidare)

Damernas maraton
- Ren Xiujuan — 2:31,21 (→ 9:e plats)

Damernas 10 kilometer gång
- Wang Yan — 42:19 (→  Brons)
- Gu Yan — 42:34 (→ 4:e plats)
- Gao Hongmiao — dsq (→ ingen placering)

## Fäktning
Herrarnas florett
- Ye Chong
- Wang Haibin
- Dong Zhaozhi

Herrarnas florett, lag
- Ye Chong, Dong Zhaozhi, Wang Haibin

Herrarnas värja
- Zhao Gang

Herrarnas sabel
- Yan Xiandong

Damernas florett
- Xiao Aihua
- Liang Jun
- Wang Huifeng

Damernas florett, lag
- Liang Jun, Wang Huifeng, Xiao Aihua

Damernas värja
- Yan Jing

## Gymnastik
Damernas individuella mångkamp
- Li Xiaoshuang
  - Guld, Kinas första guld i denna gren

## Handboll
Damer
Gruppspel
| Lag     | Pld | W | D | L | GF | GA | GD  | Poäng |
| ------- | --- | - | - | - | -- | -- | --- | ----- |
| Danmark | 3   | 3 | 0 | 0 | 89 | 62 | +27 | 6     |
| Ungern  | 3   | 2 | 0 | 1 | 81 | 70 | +11 | 4     |
| Kina    | 3   | 1 | 0 | 2 | 71 | 83 | −12 | 2     |
| USA     | 3   | 0 | 0 | 3 | 64 | 90 | −26 | 0     |

| Resultat | Danmark | Ungern | Kina  | USA   |
| -------- | ------- | ------ | ----- | ----- |
| Danmark  |         | 27–22  | 33–21 | 29–19 |
| Ungern   | 22–27   |        | 29–19 | 30–24 |
| Kina     | 21–33   | 19–29  |       | 31–21 |
| USA      | 19–29   | 24–30  | 21–31 |       |

## Simhopp
Herrarnas 3 m
- Xiong Ni
  - Kval Heat — 463,02
  - Semifinal — 231,45
  - Final — 470,01 (→  Guld)
- Yu Zhuocheng
  - Kval Heat — 438,93
  - Semifinal — 223,41
  - Final — 467,52 (→  Silver)

Damernas 3 m
- Fu Mingxia
  - Kval Heat — 284,28
  - Semifinal — 221,49
  - Final — 326,19 (→  Guld)
- Tan Shuping
  - Kval Heat — 212,49 (→ gick inte vidare, 23:e plats)

Damernas 10 m
- Fu Mingxia
  - Kval Heat — 329,25
  - Semifinal — 179,94
  - Final — 341,64 (→  Guld)
- Guo Jingjing
  - Kval Heat — 315,39
  - Semifinal — 177,30
  - Final — 269,91 (→ 5th place)

## Softboll
- Grundomgång

| Lag              | S | V | O | F | GM | IM | MS  | P  |
| ---------------- | - | - | - | - | -- | -- | --- | -- |
| USA              | 7 | 6 | 0 | 1 | 37 | 7  | +30 | 12 |
| Kina             | 7 | 5 | 0 | 2 | 29 | 7  | +22 | 10 |
| Australien       | 7 | 5 | 0 | 2 | 22 | 11 | +11 | 10 |
| Japan            | 7 | 5 | 0 | 2 | 24 | 18 | +6  | 10 |
| Kanada           | 7 | 3 | 0 | 4 | 15 | 17 | −2  | 6  |
| Kinesiska Taipei | 7 | 2 | 0 | 5 | 19 | 19 | 0   | 4  |
| Nederländerna    | 7 | 1 | 0 | 6 | 4  | 32 | −28 | 2  |
| Puerto Rico      | 7 | 1 | 0 | 6 | 5  | 44 | −39 | 2  |

## Tennis
Damsingel
- Yi Jingqian
  1. Första omgången — Förlorade mot Inés Gorrochategui (Argentina) 2-6 6-1 1-6
- Chen Li-Ling
  1. Första omgången — Förlorade mot Monica Seles (USA) 0-6 4-6